# Chalida Ščegolejevová
Chalida Chosjainovna Ščegolejevová (rusky Халида Хосяиновна Щеголеева; * 7. března 1933) je bývalá sovětská rychlobruslařka.
V roce 1953 získala stříbrnou medaili na sovětském vícebojařském šampionátu, o měsíc později vyhrála Mistrovství světa. V následujícím roce dokončila víceboj na světovém šampionátu na páté příčce, na Mistrovství Sovětského svazu byla šestá.